# 朱军
朱军（1964年4月26日—），男，甘肃兰州人，祖籍河南孟津，中国电视节目主持人、影视演员以及小品演员。著有《时刻准备着》，曾主持中国中央电视台谈话节目《艺术人生》，他也是多届央视春晚主持人之一。

## 生平
朱军祖籍河南省孟津县平乐乡朱仓村，1964年出生于兰州，1981年10月至1985年9月于兰州军区84703部队侦察连参军，1985年9月至1988年9月成为甘肃省歌舞团演员，1988年9月后加入兰州军区战斗歌舞团。1996年3月加入中央电视台，参与工作至今。此外，他自1997年开始主持中央电视台春节联欢晚会（直至2017年，连续主持21届），多次同冯巩合作表演小品，同时，他曾是一名相声演员。1999年在全国金话筒节目主持人评选中获银奖第一名。曾主持谈话类节目《艺术人生》、选秀类节目《星光大道》等。

## 家庭
朱军的父亲于1922年生于河南洛阳市孟津县朱仓村，幼时成为孤儿，一个远房的王姓舅爷收留其父，其父就生活在距离朱仓不远的送庄，并在那里与朱军母亲相识，由于舅爷家子女多且生活贫苦，朱军父亲又被送到了洛阳的孤儿院长大。1944年其父参军入伍，后来成为兰州军区政治部战斗歌舞团单簧管演奏员，于是就把家安在了兰州。
朱军的妻子谭梅是一个舞蹈演员。两人于1994年结婚，儿子朱思谭于2002年出生。
朱军兄弟姐妹总共7人，他有一位哥哥叫朱志良，2000年任甘肃省劳动和社会保障厅厅长、2008年任甘肃省人大常委会副主任。

## 風格

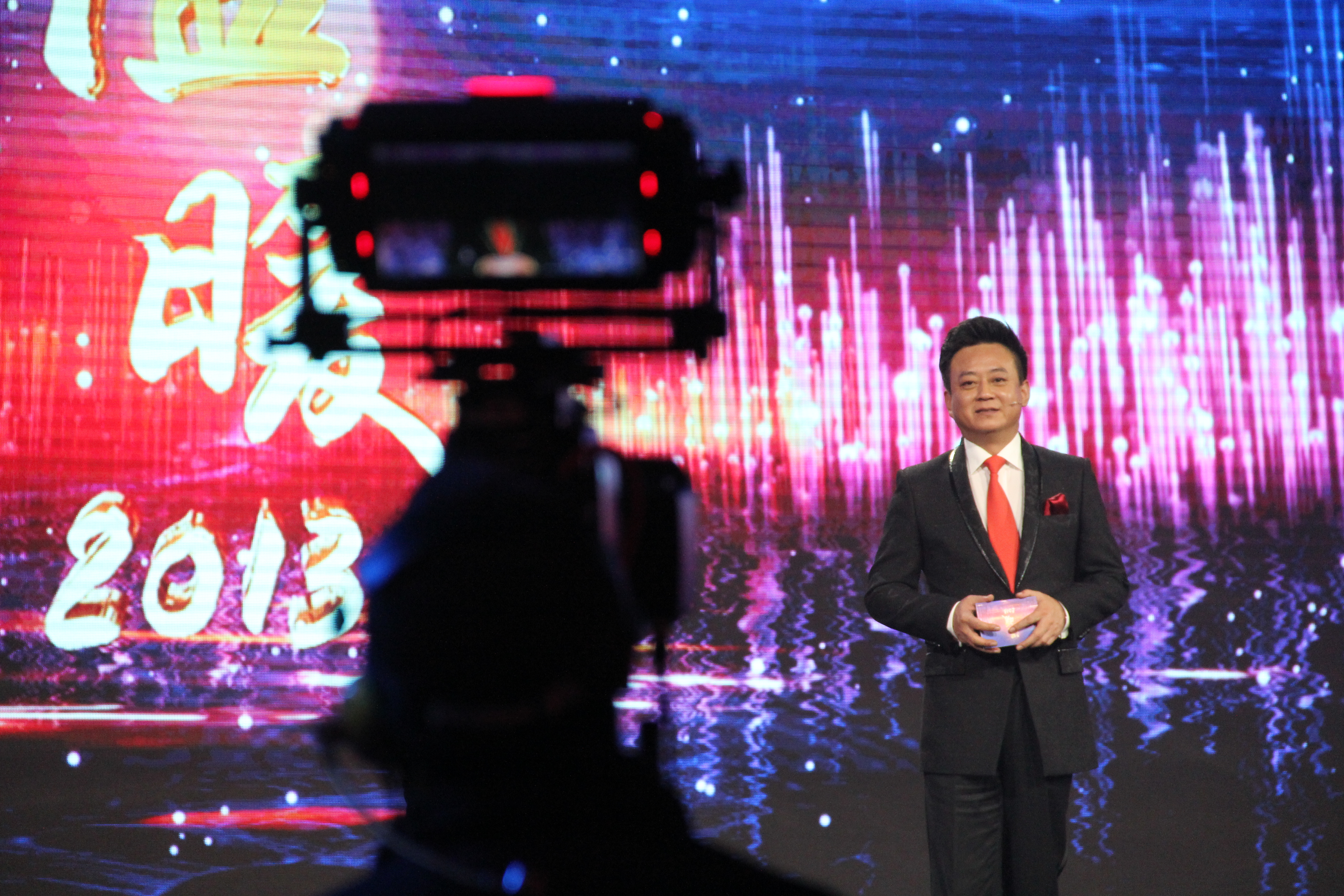
朱军在主持节目。

朱軍進入2000年代後，他開始有機會在節目中採訪大量香港、台灣著名藝人，但其煽情風格在訪問人中充滿爭議，甚至於反被被訪者調侃，比較著名的例子有2004年訪問香港著名歌手張學友以及2009年訪問著名演員周潤發。而据传
崔永元在接受某周刊采访时更暗指朱军对其采访嘉宾不尊重，曾在节目后以粗俗語言稱呼採訪對象，朱军在此后接受采访时否认此事。

## 争议事件

### 發表言论争议
朱军作为政协委员，在2010年两会期间就大学生掏粪工接受媒体采访时表示：大学生从事掏粪工作的意义恰体现在“可能会改变中国的掏粪现状”，因为，无论是在思维，还是掏粪工具的使用上，大学生都具备优势，从而将“使中国摆脱传统意义上的掏粪”。此言论遭到一些网友质疑。

### 弦子诉朱军性骚扰案
2018年，央視實習生弦子指控朱軍於2014年對其性騷擾，但遭到朱軍否認。
2021年9月14日，北京海淀区人民法院以证据不足一审判决驳回原告弦子诉讼请求。
本案启发社会关注男性权益口号“今日朱军，明日诸君”，并在之后性别冲突议题上（如张薇事件等）被频繁引用，结合其它类似案件导致写“小作文”为女性发声方式不再为社会舆论采信。
2022年12月29日，朱军在社交媒体发文宣布正式回到央视工作。2023年1月15日晚，朱军与周涛共同主持潍柴动力集团年会。

## 主持節目
- 《艺术人生》
- 《音乐人生》
- 《信·中国》（兼任制作人）

## 電影
- 《浅海深蓝》